# Roerbeeld

Roerklik uit de collectie van het Zuiderzeemuseum

Een roerbeeld werd vroeger gebruikt als versiering voor houten binnenschepen en op of tegen het roer aangebracht. Met het beeld werd gepronkt.

Roerleeuw uit de collectie van het Zuiderzeemuseum

In de beroepsvaart kwam het roerbeeld (vrijwel) alleen voor bij de succesvolle beurtdiensten. Later verdwijnt het roerbeeld bijna volledig. Sommige schepen haalden alleen op hoogtijdagen het roerbeeldje, letterlijk, uit de kast. Op oude schilderijen en tekeningen waren het meestal koopmansjachten die een dergelijke versiering hadden.
Het meest toegepast zijn:
- Flora, een vrouwenhoofd versierd met bloemen of fruit
- een mannenhoofd met een hoed met krokodil of met een gevleugelde helm in de vorm van een honden- of leeuwenkop.

De leeuwenkop kan mogelijk een verwijzing zijn naar Hercules (slimheid en kracht).
Diverse roerbeelden in de vorm van leeuwen, een zeemeermin, een dolfijn en diverse roerklikken en roerkoppen zijn te vinden in de Zuiderzeecollectie van het Zuiderzeemuseum te Enkhuizen. Tegenwoordig worden roerbeelden nog regelmatig handgemaakt in ambachtelijke houtsnijbedrijven.